# Puig Aldric
El Puig Aldric és una muntanya de 420 metres que es troba al municipi de Santa Cristina d'Aro, a la comarca catalana del Baix Empordà.